# Antena Beverage’a

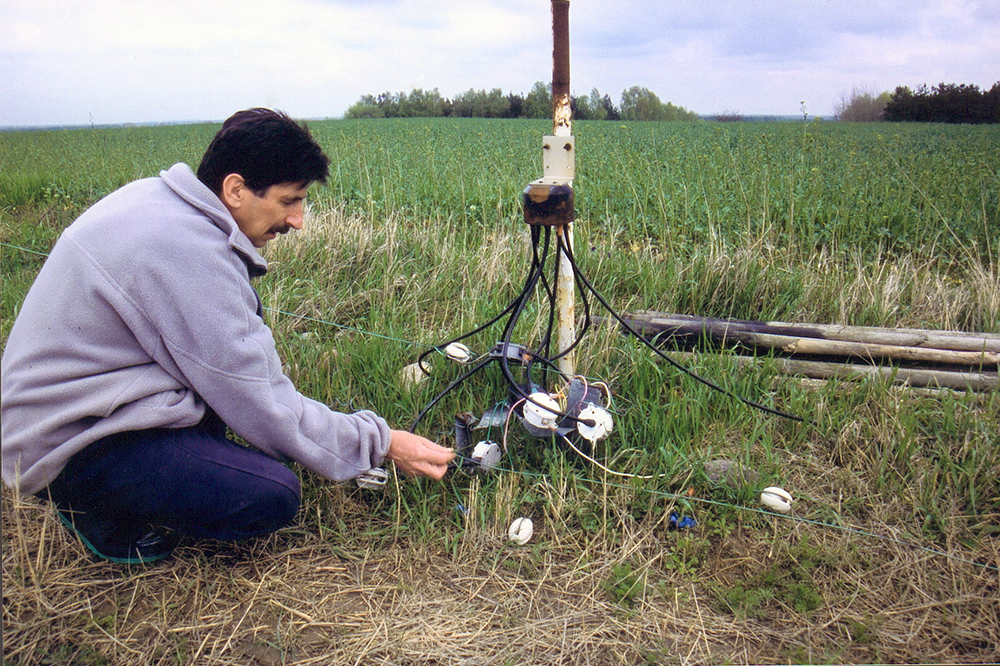
Kazimierz, SP2FAX, przy punkcie zasialania anten Beverage, rozchodzących się koncentrycznie w różnych kierunkach.

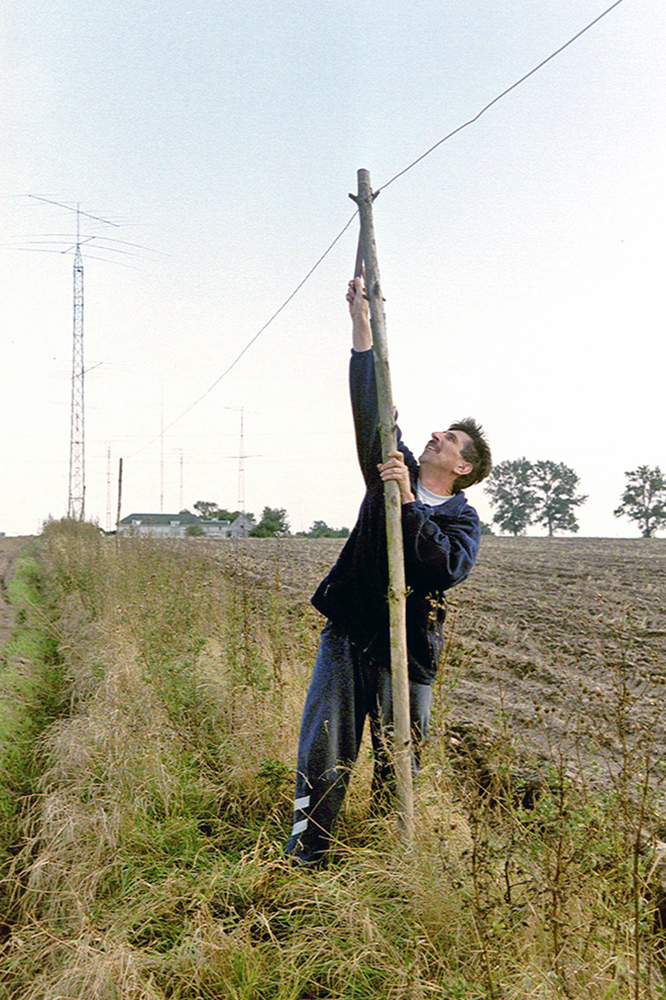
Kazimierz, SP2FAX, sprawdza jedną z anten Beverage, zawieszoną na bezpiecznej wysokości dla ludzi i zwierząt.

Antena Beverage’a – antena kierunkowa w podstawowej wersji to drut o długości większej niż połowa fali λ, umieszczona nad powierzchnią ziemi i zakończona dopasowanym obciążeniem równym impedancji charakterystycznej. Rozwinięciem są warianty z dwoma równoległymi drutami, anteny z przełączaniem kierunkowości, lub drut leżacy bezpośrednio na gruncie - Beverage-on-Ground (BOG) - i inne. Została wynaleziona przez Harolda Beverage'a i została przez niego opatentowana w 1920. Antena wykorzystywana jest w zastosowaniach militarnych oraz przez krótkofalowców.
Antena ta cechuje się dużą kierunkowością, lecz bardzo małym zyskiem energetycznym, który wynosi około -20 do -10 dBi. Antena nie jest wykorzystywana jako antena nadawcza. Kierunkowość wzrasta wraz z długością anteny. Kierunkowość zaczyna się rozwijać przy długości anteny równej zaledwie 0,25 długości fali, kierunkowość staje się bardziej znacząca przy antenie równiej długości fali i stale się poprawia, aż antena osiągnie długość około dwóch długości fali. Dla anten o długości większej niż dwukrotność długości fali kierunkowość nie wzrasta, ponieważ prądy w antenie nie mogą pozostawać w fazie z falą radiową.